# Ursula Forberger
Ursula Forberger, geb. Claus (* 16. September 1926 in Dresden; † 3. April 2006 ebenda), war eine deutsche Wirtschaftshistorikerin und Buchhändlerin.

## Leben
Sie wurde als Tochter des Reichsbahnoberinspektors Claus und einer kaufmännischen Angestellten in der sächsischen Landeshauptstadt Dresden geboren. Dort besuchte sie die Schule, erlebte, wie ihr Vater gemaßregelt und ihre Heimatstadt 1945 bei Bombenangriffen schwer zerstört wurden. Nachdem ihr versagt blieb, Bibliothekarin zu werden, nahm sie nach dem Abitur 1946 eine Lehre in der Buchhandlung Tegge in Dresden auf, die sie 1948 abschloss. Durch den Buchhandel lernte sie die Arbeiten des Nestors der sächsischen Wirtschaftsgeschichte Rudolf Forberger (1910–1997) kennen, den sie 1952 heiratete. Das Ehepaar hatte zwei Söhne. Von ihr erhielt er tatkräftige Unterstützung bei seiner wissenschaftlichen Tätigkeit. Während sie ihren Ehemann zunächst bei den Schreibarbeiten unterstützte, waren es schon bald Recherchen und inhaltliche Zuarbeiten, mit dem sie ihm Hilfe leistete. Der Schwerpunkt ihrer gemeinsamen wissenschaftlichen Forschungen lag dabei immer auf der sächsischen Wirtschaftsgeschichte.
Eines ihrer wichtigsten Gemeinschaftswerke erschien 1982 mit der zweibändigen Veröffentlichung Die Industrielle Revolution in Sachsen. Darin stammte von Ursula Forberger speziell im zweiten Halbband das Tabellarium zur Fabrikentwicklung in Sachsen, in dem sie über 200 Fabriken in 111 sächsischen Städten und Dörfern zusammenstellte.
Nach dem Tod ihres Mannes Ende 1997 brachte sie dessen Veröffentlichungen zum Abschluss und legte 1999 den Textband für die zweite Hauptetappe der Industriellen Revolution in Sachsen vor. 2003 folgte der abschließende zweite Halbband zum zweiten Hauptband mit dem Titel Revolution der Produktivkräfte in Sachsen 1831–1861: Übersichten zur Fabrikentwicklung, der als 18. Band der Reihe Quellen und Forschungen zur sächsischen Geschichte im Franz Steiner Verlag erschien.
Daneben verfasste sie mehrere Fachbeiträge, unter anderem für die Dresdner Hefte und die Sächsischen Heimatblätter, und schrieb für die Sächsische Biografie.